# Gouvernement Ouyahia V
République algérienne
Ouyahia IV Belkhadem I
Le gouvernement d'Ahmed Ouyahia V était le gouvernement algérien en fonction du 1er mai 2005 au 24 mai 2006.

## Composition
| Portefeuille                                                                                               | Ministre                  |
| --- | ------------------------- |
| Chef du gouvernement                                                                                       | Ahmed Ouyahia             |
| Ministre d'État, Ministre de l'Intérieur et des Collectivités locales                                      | Noureddine Yazid Zerhouni |
| Ministre d'État, Représentant personnel du Président de la République                                      | Abdelaziz Belkhadem       |
| Ministre d'État, Ministre des Affaires étrangères                                                          | Mohamed Bedjaoui          |
| Ministre d'État                                                                                            | Bouguerra Soltani         |
| Président de la République, Ministre de la Défense nationale                                               | Abdelaziz Bouteflika      |
| Ministre délégué auprès du Ministre de la Défense nationale                                                | Abdelmalek Guenaizia      |
| Ministre de la Justice, Garde des Sceaux                                                                   | Tayeb Belaïz              |
| Ministre des Finances                                                                                      | Mourad Medelci            |
| Ministre de l'Énergie et des Mines                                                                         | Chakib Khelil             |
| Ministre des Ressources en eau                                                                             | Abdelmalek Sellal         |
| Ministre des Participations et de la Promotion de l'Investissements                                        | Abdelhamid Temmar         |
| Ministre du Commerce                                                                                       | El Hachemi Djaâboub       |
| Ministre des Affaires religieuses et des Wakfs                                                             | Bouabdellah Ghlamallah    |
| Ministre des Moudjahidine                                                                                  | Mohamed Cherif Abbas      |
| Ministre de l'Aménagement du territoire et de l'Environnement                                              | Cherif Rahmani            |
| Ministre des Transports                                                                                    | Mohamed Maghlaoui         |
| Ministre de l'Éducation nationale                                                                          | Aboubakr Benbouzid        |
| Ministre de l'Agriculture et du Développement rural                                                        | Saïd Barkat               |
| Ministre des Travaux publics                                                                               | Amar Ghoul                |
| Ministre de la Santé, de la Population et de la Réforme hospitalière                                       | Amar Tou                  |
| Ministre de la Culture                                                                                     | Khalida Toumi             |
| Ministre de la Petite et Moyenne entreprise et de l'Artisanat                                              | Mustapha Benbada          |
| Ministre de l'Enseignement supérieur et de la Recherche scientifique                                       | Rachid Harroubia          |
| Ministre de la Poste et des Technologies de l'Information et de la Communication                           | Boudjemaa Haichour        |
| Ministre chargé des Relations avec le Parlement                                                            | Abdelaziz Ziari           |
| Ministre de la Formation et de l'Enseignement professionnel                                                | El Hadi Khaldi            |
| Ministre de l'Habitat et de l'Urbanisme                                                                    | Mohamed Nadir Hamimid     |
| Ministre de l'Industrie                                                                                    | Mahmoud Khedri            |
| Ministre du Travail, de la Sécurité sociale                                                                | Tayeb Louh                |
| Ministre de l'Emploi et de la Solidarité nationale                                                         | Djamel Ould Abbes         |
| Ministre de la Pêche et des Ressources halieutiques                                                        | Smaïl Mimoune             |
| Ministre de la Jeunesse et des Sports                                                                      | Yahia Guidoum             |
| Ministre du Tourisme                                                                                       | Noureddine Moussa         |
| Ministre délégué auprès du Ministre de l'Intérieur, chargé des Collectivités locales                       | Dahou Ould Kablia         |
| Ministre délégué auprès du Ministre des Affaires étrangères, chargé des Affaires maghrébines et africaines | Abdelkader Messahel       |
| Ministre déléguée auprès du Chef du gouvernement, chargée de la Famille et de la Condition féminine        | Nouara Saadia Djaafar     |
| Ministre déléguée auprès du Chef du gouvernement, chargée de la Communauté nationale à l'étranger          | Sakina Messadi            |
| Ministre délégué auprès du Ministre des Finances, chargé de la Réforme financière                          | Karim Djoudi              |
| Ministre délégué auprès du Ministre de l'Agriculture, chargé du Développement rural                        | Rachid Benaïssa           |
| Ministre déléguée auprès du Ministre de l'Enseignement supérieur, chargée de la Recherche scientifique     | Souad Bendjaballah        |
| Ministre délégué auprès du Ministre de l'Aménagement du territoire, chargé de la Ville                     | Abderrachid Boukerzaza    |